# Рзаев, Камал
Камал Рзаев — советский хозяйственный, государственный и политический деятель.

## Биография
Родился в 1932 году в . Член КПСС.
С 1953 года — на хозяйственной, общественной и политической работе. В 1953—1986 гг. — старший преподаватель, ректор Каракалпакского государственного педагогического института, секретарь Каракалпакского обкома Компартии Узбекистана, заместитель Председателя Президиума Верховного Совета Узбекской ССР, Председатель Президиума Верховного Совета Каракалпакской АССР.
Избирался депутатом Верховного Совета Узбекской ССР 10-го созыва.
Умер в 1995 году. Дочь Камала Рзаева была супругой старшего сына героя Узбекистана, автор гимна Каракалпакстана Ибрагим Юсупова.